# برنارد دو درایور
برنارد دو درایور (به انگلیسی: Bernard de Dryver) (زادهٔ ۱۹ سپتامبر ۱۹۵۲ در بروکسل) رانندهٔ مسابقات اتومبیل‌رانی اهل بلژیک است. او در دو گراند پری فرمول یک بلژیک در فصل‌های ۱۹۷۷ و ۱۹۷۸ شرکت کرده‌است. در سال ۱۹۷۷ او با تیم مارچ وارد مسابقات شد، اما موفق نشد جایگاهی در پشت خط شروع مسابقهٔ اصلی کسب کند. در سال بعد، او همراه با تیم خصوصی انساین در مسابقات شرکت کرد، اما صلاحیت او برای مرحلهٔ تمرینی رسمی تأیید نشد.
او در مسابقات قهرمانی فرمول یک اورورا یوکی فصل ۱۹۷۹ با یک خودروی فیتیپالدی شرکت کرد و موفق شد چندین بار بر روی سکو برود و در نهایت با مقام چهارم مسابقات را به پایان برساند.
درایور امروزه نیز همچنان در ورزش‌های موتوری فعالیت می‌کند که از جمله رشته‌های اخیر او می‌توان به مسابقات جی‌تی اشاره کرد.